# Sheila Greibach
Sheila Greibach, född 6 oktober 1939 i New York i New York i USA, är en amerikansk professor emerita i datavetenskap vid University of California, Los Angeles. Hon arbetade med Seymour Ginsburg och Michael A. Harrison inom kontextkänslig parsning med hjälp av stackautomater.
Hon undersökte egenskaperna hos van Wijngaardens grammatik, stackautomater och beslutsproblem.